# القرنعة (خنفر)

تعديل مصدري - تعديل

القرنعه هي إحدى قرى عزلة جعار بمديرية خنفر التابعة لمحافظة أبين، بلغ تعداد سكانها 532 نسمة حسب تعداد اليمن لعام 2004.